# بوكسيغ
بوكسيغ هي قرية تقع في إقليم أراد في رومانيا. تبعد عن أراد 67 كم.

## السكان
حسب إحصائيات 2002 بلغ عدد سكان القرية 3,553 نسمة.